# The Legend of Korra (computerspel)
The Legend of Korra is een beat 'em up uit 2014, ontwikkeld door Platinum Games en uitgegeven door Activision, en gebaseerd op de geanimeerde televisieserie De Legende van Korra. Het werd in oktober 2014 uitgebracht voor Microsoft Windows, PlayStation 3, PlayStation 4, Xbox 360 en Xbox One. Het spel werd middelmatig ontvangen.

## Gameplay
The Legend of Korra is een third-person actiespel, van de makers van Bayonetta. Spelers besturen Korra, de heldin van de serie, die zich een weg vecht door vijanden uit de eerste twee boeken, met behulp van de sturingskunsten, een spiritueel en fysieke vechtkunst, welke erg lijkt op Oostelijke krijgskunst, waarbij beoefenaars de elementen water, aarde, vuur en lucht kunnen sturen. Korra kan alle vier de elementen gebruiken, elk met zijn eigen vechtstijl en speciale aanvallen.
Watersturen is vanaf het begin beschikbaar en specialiseert zich in langeafstandsaanvallen. Aardesturen, de volgende die beschikbaar wordt, bevat langzame maar sterke aanvallen, en kan niet geblockt worden. Vuursturen bevat een gebalanceerde stijl, die, zodra geüpdatet, alle drie aanvalsvormen bevat: snelle combo's, langzaam maar krachtig, en lange afstand. Luchtsturen, die laat in het spel beschikbaar wordt, bevat snelle en sterke aanvallen. Korra kan ook in een zogenaamde "Avatar Trance" geraken, tegen het einde van het spel; dit duurt slechts een kort poosje, maar is enorm krachtig en maakt gebruik van alle vier de elementen.
Het spel moedigt de speler telkens uit om counteraanvallen te gebruiken. De speler kan een counteraanval gebruiken door een vijandelijke aanval te blocken vlak voordat het raakt. Counteraanvallen zijn krachtiger dan directe aanvallen. Counteraanvallen zijn de enige manier om bazen in een fatsoenlijke tijd te verslaan, want ze verslaan met directe aanvallen kan uren duren. Elektrische en aardeaanvallen kunnen niet geblockt, en dus ook niet gecounterd worden.
Het spel duurt zo'n vier tot zes uur om uit te spelen, maar bevat een soort 'New Game+', waaronder een endless runner met Naga en pro-stuurwedstrijden, waarin teams van drie elkaar van een platform af proberen te sturen. Deze modi, gebaseerd op de pro-stuurwedstrijden uit de serie, is beschikbaar nadat het spel is uitgespeeld.

## Verhaal
De gebeurtenissen van het spel spelen zich af in de drie weken tussen het tweede en het derde seizoen van de serie, die respectief uitkwamen in 2013 en 2014. Aan het begin van het spel worden Korra's stuurkrachten afgepakt door een gelijkwaardige, die ze beetje bij beetje weer terugkrijgt. De grote schurk van het spel, Hundun, is een kwaadaardige entiteit die voorheen gevangen zat in de geestenwereld, maar bevrijd werd doordat Korra het geestenportaal opendeed aan het einde van het tweede boek.

## Ontvangst

### Voor uitgave
Reacties op het spel tijdens de ontwikkeling waren grotendeels positief. Na een alfaversie gespeeld te hebben, beschreef Destructoid het spel als een "vrij goede actiebrawler". De recensent prees de manier hoe de verschillende elementen in het spel zijn geïmplementeerd, het gedetailleerde en soepele vechtsysteem, en de 'cel-shaded'-graphics. GameSpot-reporter Alex Newhouse vond de "art-style erg goed gedaan, evenals sommige vecht-aspecten", maar was onzeker of de ontwikkelaars genoeg typische aspecten van de serie erin konden verwerken, terwijl ze de verwachting qua kwaliteit van de gameplay, zoals die van hun vorige spellen, waar konden maken. IGN schreef dat de vroege versie "alle diepte [heeft] dat ik verwacht van deze ontwikkelaar, terwijl ze trouw blijven aan de serie", ook benoemden ze het "verrassend diepe" vechtsysteem, en de "mooie hergemaakte animaties" van de serie.

### Na uitgave
De volledige game werd middelmatig ontvangen, met op Metacritic een gemiddelde score van 54 voor de Playstation 4, 49 voor de Xbox One, en 64 voor de pc. Het spel werd met de grond gelijk gemaakt door Dan Stapleton van IGN. Hij noemde het een "slecht gemaakte, snelle geldverdiener, die zich niet eens een 'third-person actiespel' mag noemen". Ook benoemde hij het simplistische gevechtssysteem, het ontbreken van de charme van de serie, en de cutscènes van lage kwaliteit. Kevin VanOrd van GameSpot was ook erg kritisch over het spel, en schreef dat het "zijn best doet om M. Night Shyamalans The Last Airbender van de troon te stoten met de titel van 'slechtste Avatar-product tot nu toe geproduceerd'". Destructoid-schrijver Chris Carter concludeerde dat het spel "leuk maar kort" is, en "speelt als een 'light'-versie van Platinums eerdere spellen". Op de site Polygon beschreef Philip Kollar het spel als een "oppervlakkig, korte ervaring vol met onderdelen die aanvoelen als slecht gamedesign, met frustrerende mechanics en irritante minigames. Paul Tassi van Forbes, wetend dat het spel veel negatieve recensies heeft ontvangen, schreef dat er "niet genoeg naar de oorspronkelijke serie is gekeken", en dat het plot "weinig met The Legend of Korra te maken heeft. Volgens Simon Parkin van Eurogamer, zijn de tekortkomingen van het spel "redenen van een project dat afgeraffeld is om een release voor kerst te halen", en hij beschouwt het spel "een mislukkeling wat betekent dat Platinums naam niet meer garant staat voor kwaliteit.